# Adrian Simion
Adrian Simion est un handballeur roumain né le 2 août 1961 à Bucarest.

## Carrière
Adrian Simion obtient une médaille de bronze aux Jeux olympiques d'été de 1984 de Los Angeles.